# インスリン様成長因子2
インスリン様成長因子2（インスリンようせいちょういんし2、英: Insulin-like growth factor 2、略称: IGF-2、IGF-II）は、インスリンに類似した構造を持つペプチドホルモンある。中性のペプチドで、肝臓から分泌されて血中を循環すると考えられている。成長調節機能や、インスリンに類似した活性、細胞分裂促進作用を有する。その作用は、完全にではないものの成長ホルモンに大きく依存している。成人の主要な成長因子であるインスリン様成長因子1（IGF-1）とは対照的に、IGF-2は胎児の主要な成長因子であると考えられている。

## 遺伝子構造
ヒトでIGF-2をコードするIGF2遺伝子は11番染色体の11p15.5に位置し、この領域はインプリンティングされた遺伝子を多数含んでいる。マウスでは相同な領域は7番染色体の遠位部に位置している。哺乳類（マウス、ヒト、ブタ）では、父親から受け継がれたアレルのみが活性化されており、母親から受け継がれたアレルは不活性化されている。この現象はインプリンティングと呼ばれる。しかし、ヒトの脳の一部の領域ではインプリンティングが失われ、双方のアレルからIGF2遺伝子とH19遺伝子の双方の転写が行われている。
不活性な母方のアレルでは、CTCFタンパク質がH19インプリンティング制御領域、DMR1（differentially-methylated region 1）、MAR3（matrix attachment region 3）と呼ばれる領域に結合して遺伝子発現を抑制している。これらのDNA配列はインスレーターとして機能し、CTCFと結合することで下流のエンハンサーがIGF2のプロモーターへアクセスするのを防いでいる。CTCFがこれらの領域に結合する機構は現在のところ不明であるが、直接的な相互作用もしくは他のタンパク質を介した結合の可能性がある。父方のアレルではインスレーターがメチル化されているためCTCFは結合できず、エンハンサーがIGF2のプロモーターの活性化を行うことができる。

## 機能
IGF-2の主要な役割は、妊娠期間中の成長促進ホルモンとしての機能である。
IGF-2は、IGF-1受容体とインスリン受容体の短いアイソフォーム（IR-A）に結合することでその効果を発揮する。IGF-2はIGF-2受容体（カチオン非依存的マンノース-6-リン酸受容体）にも結合する。IGF-2受容体はシグナル伝達機能を持たないアンタゴニストとして機能し、IGF-2に対する細胞応答を防ぐ役割を持つ。
卵胞形成の過程において、IGF-2は莢膜細胞で合成され、自己分泌によって莢膜細胞自身に、そして傍分泌によって顆粒膜細胞に作用する。IGF-2は、月経周期の卵胞期に卵胞刺激ホルモン（FSH）とともに作用し、顆粒膜細胞の増殖を促進する。排卵が起こった後の黄体期には、IGF-2は黄体形成ホルモン（LH）とともにプロゲステロンの分泌を促進する。このように、IGF-2はFSHとLHの双方とともに働くコホルモン（co-hormone）として機能する。
マウントサイナイ医科大学による研究によると、IGF-2は記憶とその再生に関係している可能性がある。ドイツのEuropean Neuroscience Institute Göttingenによる研究では、恐怖消去によって誘導されるIGF-2/IGFBP7シグナル伝達が17-19日齢の海馬の新生ニューロンの生存を促進することが見いだされた。このことは、PTSDなど過度の恐怖記憶と関係した疾患の治療に対し、IGF-2シグナル伝達と神経発生の増強が適した治療戦略となる可能性を示唆している。

## 臨床的意義
IGF-2は膵島細胞腫瘍や、低血糖症を引き起こす非膵島細胞性腫瘍で過剰産生されることがある。ドージ・ポッター症候群は、胸膜腔の非膵島細胞性線維性腫瘍と関係した低血糖が引き起こされる腫瘍随伴症候群である。IGF2のインプリンティングの喪失はベックウィズ・ヴィーデマン症候群の腫瘍でよく見られる特徴である。IGF-2は胎児の膵臓β細胞の発生を促進するため、ある種の糖尿病と関係していると考えられている。子癇前症はIGF2のDMRのメチル化の低下を誘導するため、子癇前症への子宮内曝露と新生児の成長後の代謝疾患に対するリスクの高さとの関係の背後にある機構の1つである可能性がある。

## 相互作用
IGF-2は、IGFBP3、トランスフェリンと相互作用することが示されている。

## 関連文献
- “Insulin-like growth factor II (IGF-II)”. The International Journal of Biochemistry & Cell Biology 30 (7):  767–71. (Jul 1998). doi:10.1016/S1357-2725(98)00048-X. PMID 9722981.
- “Insulin-like growth factor-I receptor signal transduction: at the interface between physiology and cell biology”. Comparative Biochemistry and Physiology B 121 (1):  19–26. (Sep 1998). doi:10.1016/S0305-0491(98)10106-2. PMID 9972281.
- “The insulin-like growth factor/insulin system in epithelial ovarian cancer”. Frontiers in Bioscience 8 (4):  d714–22. (May 2003). doi:10.2741/1034. PMID 12700030.
- Insulin-like growth factor signaling in fish. 243. (2005). 215–85. doi:10.1016/S0074-7696(05)43004-1. ISBN 9780123646477. PMID 15797461
- “Imprinted genes, placental development and fetal growth”. Hormone Research 65 Suppl 3 (3):  50–8. (2006). doi:10.1159/000091506. PMID 16612114.